# DL Водолея
DL Водолея (лат. DL Aquarii) — одиночная переменная звезда в созвездии Водолея на расстоянии (вычисленном из значения параллакса) приблизительно 15598 световых лет (около 4782 парсеков) от Солнца. Видимая звёздная величина звезды — от +12,1m до +9,9m.

## Характеристики
DL Водолея — красный гигант, пульсирующая полуправильная переменная звезда типа SRA (SRA) спектрального класса MIII:e. Эффективная температура — около 3947 К.